# 1926-os magyar birkózóbajnokság
Az 1926-os magyar birkózóbajnokság a huszadik magyar bajnokság volt. A bajnokságot június 19. és 20. között rendezték meg Budapesten, a Műegyetemen.

## Eredmények
| Versenyszám   | Arany                        | Arany | Ezüst                             | Ezüst | Bronz                      | Bronz |
| ------------- | ---------------------------- | ----- | --------------------------------- | ----- | -------------------------- | ----- |
| Légsúly       | Magyar Armand Budapesti AK   |       | Janicsek Ödön MTK                 |       | Jan Bozděch KA Žižka Praha |       |
| Pehelysúly    | Tasnády József MAC           |       | Kellner Károly egyesületen kívüli |       | Molnár László Törekvés SE  |       |
| Könnyűsúly    | Györgyei Ferenc Újpesti TE   |       | Keresztes Lajos MAC               |       | dr. Fekete Antal MTK       |       |
| Kisközépsúly  | Szalay Imre Munkás TE        |       | Nagy Lajos MAC                    |       | Tihanyi Gyula Vasas SC     |       |
| Nagyközépsúly | Papp László MAC              |       | Miskey Árpád MAC                  |       | Adorján László MAC         |       |
| Nehézsúly     | Badó Rajmund Ferencvárosi TC |       | Ferenczy Rudolf MÁV Gépgyári SK   |       | Balázs József Budapesti AK |       |